# Cargolet de plana septentrional
El cargolet de plana septentrional (Cistothorus stellaris) és un ocell de la família dels troglodítids (Troglodytidae).

## Hàbitat i distribució
Habita jonqueres i herba alta en zones de praderies humides del sud i sud-est del Canadà i nord-est dels Estats Units. En hivern migra cap al sud, fins al nord de Mèxic.